# Museo nazionale della Somalia
Il Museo nazionale della Somalia (Somali: Matxafka Qarankais, Arabo: متحف وطني للصومال Mathaf Watani lil-Sumal) è un museo nazionale a Mogadiscio, la capitale della Somalia. Fu fondato nel 1933 dalle autorità coloniali italiane. Dopo la chiusura forzata nel 1991, è stato successivamente ricostruito nel settembre 2019, quasi 30 anni dopo la sua distruzione.

## Il Museo della Garesa
Il Museo nazionale della Somalia fu inizialmente ospitato in un palazzo a due piani che risale al 1872. Il palazzo fu costruito su richiesta del Sultano omani di Zanzibar, Barghash ibn Sa'id, per essere la residenza (chiamata Gàresa) del Governatore di Mogadiscio, allora Suleiman bin Hamed, dopo che questi aveva ricevuto il permesso dal Sultano somalo Ahmed Yusuf del Sultanato di Geledi.
Nel 1933, l'edificio fu completamente ricostruito e adattato per diventare il Museo della Somalia. Fu il luogo culturale più importante della Mogadiscio italiana.
Il "Museo della Gàresa", come era chiamato dai coloni italiani, fu ufficialmente aperto al pubblico nell'anno successivo dal Governatore Maurizio Rava. Durante la Seconda guerra mondiale il museo subì numerosi danni.
Dopo l'indipendenza della Somalia nel 1960 divenne sede del Museo nazionale. Nel 1985 il Museo nazionale si trasferì e il palazzo venne convertito a museo regionale con il nome di Museo della Garesa.

## Museo nazionale
Nel 1985 fu inaugurato il centro culturale di Mogadiscio, comprendente il Teatro nazionale, la Biblioteca nazionale e il Museo nazionale. L'architettura del nuovo Museo nazionale mostra influenze islamiche, in un edificio principale con quattro piani destinati all'esposizione. A Nord si trova un secondo edificio di quattro piani con locali tecnici e amministrativi. Il direttore generale all'epoca dell'apertura del museo era Ahmed Farah Warsame.

### Sale espositive
Le sale espositive del museo furono aperte nel 1987:
- piano terra: archeologia ed etnografia
- primo piano: storia, resistenza alla colonizzazione e post-indipendenza
- secondo piano: armi storiche e cimeli militari, mostre di lingua e letteratura
- terzo piano: mostre temporanee

### Chiusura
Con l'inizio della guerra civile nel 1991, il museo fu chiuso. La struttura ha subito notevoli danni negli anni successivi.

## Il nuovo Museo nazionale
Nel 2019 il museo ha iniziato l'opera di riallestimento e nel luglio 2020 si è svolta una inaugurazione ufficiale di riapertura. Attualmente il museo non espone collezioni permanenti ma di dedica a esposizioni temporanee di artisti somali.